# Роберт Лехнер
Роберт Лехнер (нім. Robert Lechner, 22 січня 1967) — німецький велогонщик.
Бронзовий призер Олімпійських Ігор 1988 року в гіті на 1000 м.